# Stankovići
Stankovići falu Horvátországban, Dubrovnik-Neretva megyében. Közigazgatásilag Orebićhez tartozik.

## Fekvése
Makarskától légvonalban 36 km-re délre, Dubrovnik városától légvonalban 82, közúton 110 km-re északnyugatra, községközpontjától 1 km-re északkeletre, a Pelješac-félsziget nyugati részén fekszik.

## Története
A Stankovići területén élő első ismert nép az illírek voltak, akik az i. e. 2. évezredben jelennek meg. A magaslatokon épített erődített településeken éltek. Településeik maradványai megtalálhatók a Pelješac-félsziget több pontján, így Stankovići határában is, ahol Čelinjak várromja igazolja jelenlétüket. Az illírek halottaikat kőből rakott halomsírokba temették, melyek általában szintén magaslatokon épültek. Három ilyen halomsír található Stankovići határában is. Az illírek i. e. 30-ig uralták a térséget, amikor Octavianus hadai végső győzelmet arattak felettük. A római légionáriusok a félsziget több pontján letelepedtek magukkal hozva kultúrájukat, életmódjukat, szokásaikat.
A település a középkorban is mindvégig lakott volt, 14. századtól a 18. század végéig a Raguzai Köztársasághoz tartozott. 1806-ban a Raguzai Köztársaságot legyőző franciák uralma alá került, de Napóleon bukása után 1815-ben a berlini kongresszus a Habsburgoknak ítélte. 1857-ben 353, 1910-ben 247 lakosa volt. 1918-ban az új szerb-horvát-szlovén állam, majd később Jugoszlávia része lett. 2011-ben a településnek 252 lakosa volt, akik az orebići plébániához tartoztak.

## Népesség
| Lakosság változása | Lakosság változása | Lakosság változása | Lakosság változása | Lakosság változása | Lakosság változása | Lakosság változása | Lakosság változása | Lakosság változása | Lakosság változása | Lakosság változása | Lakosság változása | Lakosság változása | Lakosság változása | Lakosság változása | Lakosság változása |
| ------------------ | ------------------ | ------------------ | ------------------ | ------------------ | ------------------ | ------------------ | ------------------ | ------------------ | ------------------ | ------------------ | ------------------ | ------------------ | ------------------ | ------------------ | ------------------ |
| 1857               | 1869               | 1880               | 1890               | 1900               | 1910               | 1921               | 1931               | 1948               | 1953               | 1961               | 1971               | 1981               | 1991               | 2001               | 2011               |
| 353                | 321                | 351                | 271                | 271                | 247                | 222                | 237                | 191                | 192                | 183                | 180                | 181                | 181                | 201                | 252                |

## Nevezetességei
- A falu központjában áll Páduai Szent Antal tiszteletére szentelt 18. századi temploma.
- Stankovićitől keletre Vlaštica mellett található a középkori Szent György temetőkápolna, körülötte a temetővel.

## Gazdaság
A település lakóinak fő bevételi forrása a turizmus.